# Chris Basham
Christopher Paul Basham (sinh ngày 20 tháng 7 năm 1988) cầu thủ bóng đá chuyên nghiệp người Anh đang chơi cho đội bóng của Sheffield United. Anh ấy có thể chơi ở hàng phòng ngự hoặc tiền vệ. Sau khi bắt đầu với tư cách là một học sinh lớp dưới với Newcastle United, anh đã chơi cho Bolton Wanderers, cũng như có những câu lúc cho mượn tại Stafford Rangers và Rochdale, trước khi gia nhập Blackpool vào tháng 8 năm 2010.

## sự nghiệp

### Bolton Wanderers
Chris là một thành viên của đội trẻ tại Newcastle United trước khi được thi đấu ở tuổi mười sáu.  Ngay sau đó, anh gia nhập Bolton Wanderers, nơi anh ký hợp đồng chuyên nghiệp đầu tiên với câu lạc bộ, ký hợp đồng hai năm. Vào tháng 11 năm 2006, Chris đã tham gia National League Stafford Rangers trong một tháng cho mượn, ra mắt vào ngày 25 tháng 11 trong trận hòa 2-2 với St Albans City. Sau bốn lần ra sân cho Rangers, Chris trở lại Bolton khi hết hạn hợp đồng cho mượn.
Vào ngày 7 tháng 2 năm 2008, Chris gia nhập League Two bên Rochdale cho mượn cho đến khi kết thúc mùa giải 2007-08. Ra mắt vào ngày 12 tháng 2 năm 2008 trong trận thua sân nhà 4-2 trước Hereford United, Chris tiếp tục thực hiện 13 lần ra sân cho chủ nhân tạm thời của mình, giúp Rochdale hoàn thành giải đấu, đủ điều kiện tham gia League Two play-off.
Mùa giải tiếp theo chứng kiến Chris ra mắt cao cấp cho Bolton Wanderers như một sự thay thế ở phút thứ 89 trong chiến thắng 4-1 trước Sunderland tại Sân vận động Ánh sáng vào ngày 29 tháng 11 năm 2008  Anh ấy đã ghi bàn thắng đầu tiên vào ngày 11 tháng 4 năm 2009, trong trận thua 4-3 trước Chelsea tại Stamford Bridge, cuối cùng anh đã có tổng cộng mười một lần ra sân mùa đó.
Mùa giải tiếp theo chứng kiến Chris xuất hiện lần đầu tiên vào ngày 29 tháng 8 năm 2009, khi anh vào sân trong hiệp hai, trong trận thua 3-2 trước Liverpool, tiếp theo bằng cách hỗ trợ một bàn thắng cho Gary Cahill, trong chiến thắng 3-2 trước Portsmouth vào ngày 12 tháng 9 năm 2009. Vào ngày 6 tháng 11 năm 2009 và sau 17 lần ra sân cho câu lạc bộ, Chris đã ký hợp đồng gia hạn với Bolton cho đến mùa hè năm 2012. Còn lại ở rìa của đội một Chris đã thực hiện tổng cộng tám giải đấu và hai lần xuất hiện trong mùa giải 2009-10 trước khi một chấn thương khiến anh ấy bị loại trong phần còn lại của mùa giải.

### Blackpool
Vào ngày 6 tháng 8 năm 2010, Bolton Wanderers đã từ chối lời đề nghị từ đội bóng mới được thăng hạng ở Premier League, Blackpool. Cuối cùng, Blackpool đã trả giá thứ hai cho Chris, được câu lạc bộ chấp nhận  hôm sau, vào ngày 13 tháng 8 năm 2010, Chris đã ký hợp đồng ba năm với Blackpool với mức phí được cho là trong 1 triệu bảng.
Ngày hôm sau khi ký hợp đồng với câu lạc bộ, Basham đã ra mắt với tư cách là người thay thế 60 phút cho Marlon Harewood khi Blackpool đánh dấu trận ra mắt Premier League vào ngày khai mạc mùa giải 201011 với chiến thắng 4-0 trước Wigan Athletic tại Sân vận động DW. Mãi đến ngày 10 tháng 11 năm 2010, anh mới xuất hiện lần thứ hai trong trận gặp Aston Villa, bắt đầu lần đầu tiên và chơi toàn bộ trận đấu, trong một trận thua 3-2. Tuy nhiên, Basham đã dành phần lớn mùa giải cho dự bị, cũng như, mối quan tâm chấn thương của chính anh ấy  vào cuối mùa giải, câu lạc bộ đã xuống hạng Giải vô địch.
Sau khi xuất hiện hai trận đấu vào đầu mùa giải 201112, Basham bị chấn thương khiến anh phải nghỉ thi đấu một tháng và dự kiến sẽ được cho mượn một khi anh trở lại sau chấn thương. Tuy nhiên, Basham đã được gọi trở lại đội một khi anh bình phục sau cuộc khủng hoảng chấn thương của câu lạc bộ  và sau đó vào ngày 10 tháng 12 năm 2011, Basham đã ghi bàn thắng đầu tiên cho Blackpool, ghi bàn gỡ hòa đầu tiên cho trận hòa 2-2 trên sân khách trước Southampton. Mục tiêu thứ hai của anh cho câu lạc bộ sau đó đến vào ngày 21 tháng 1 năm 2012, trong chiến thắng 2-1 trước Crystal Palace. Mặc dù bỏ lỡ phần còn lại của mùa giải, anh đã xuất hiện 21 lần và ghi hai bàn trong tất cả các cuộc thi.
Vào cuối mùa giải 2013-14, Chris được câu lạc bộ cung cấp một hợp đồng mới.

### Sheffield United
Vào ngày 5 tháng 6 năm 2014, Basham đã ký một hợp đồng ba năm với Sheffield United về việc chuyển nhượng tự do sau khi hợp đồng của anh ấy với Blackpool kết thúc. Khi gia nhập câu lạc bộ, Basham đã được trao áo số sáu cho mùa giải mới.
Basham đã thực hiện trận đấu với đội bóng thành Manchester, bắt đầu lần đầu tiên và chơi 86 phút trước khi được thay ra, trong trận thua 2-1 trước Bristol City trong trận mở màn mùa giải. Kể từ khi ra mắt, Basham trở thành đội bóng đầu tiên thường xuyên ở câu lạc bộ, được HLV Nigel Clough khen ngợi, chơi hầu hết mùa giải ở vị trí tiền vệ hoặc trung vệ. Tuy nhiên, khi mùa giải 2014-15 tiến triển, anh tiếp tục ở đội một mặc dù phải đối mặt với án treo giò  và chấn thương. Trong trận play-off, Basham đã chơi cả hai chân trước Swindon Town và ghi bàn ở trận lượt về, trong trận hòa 5-5 nhưng không thành công, trước đó đã thua 2-1 trước họ ở trận lượt đi. Mặc dù vậy, anh đã kết thúc mùa giải đầu tiên của mình, thực hiện 50 lần xuất hiện (20 giải đấu) trong tất cả các cuộc thi.
Trong mùa giải 2015-16, Basham tiếp tục ở đội một thường xuyên tại câu lạc bộ sau sự xuất hiện của HLV Nigel Adkins và sau đó chơi trận đầu tiên với tư cách đội trưởng trong trận đấu với Doncaster Rovers vào ngày 26 tháng 9 năm 2015, ghi bàn thắng đầu tiên của mùa giải, trong chiến thắng 3-1. Trong suốt mùa giải 2015-16, Basham tiếp tục làm đội trưởng trong năm lần sau sự vắng mặt của Jay McEveley. Mục tiêu thứ hai của Basham trong mùa giải đến vào ngày 28 tháng 11 năm 2015, trong trận hòa 1-1 với Barnsley. Basham cũng ghi thêm hai bàn sau đó trong mùa giải trước Colchester United  và Walsall. Mặc dù bỏ lỡ hai trận đấu giải đấu, do chấn thương. và Basham đã xuất hiện 49 (44 giải đấu) và ghi bàn bốn lần trong tất cả các cuộc thi.
Trong mùa giải 2016-17, Basham tiếp tục ở đội một thường xuyên tại câu lạc bộ sau sự xuất hiện của HLV Chris Wilder và chơi ở vị trí tiền vệ. Basham sau đó đã ghi bàn thắng đầu tiên của mùa giải, nhưng sau đó bị đuổi khỏi sân trong hiệp hai, trong trận hòa 2-2 với Scunthorpe United vào ngày 24 tháng 9 năm 2016. Sau khi bị đình chỉ ba trận đấu, Basham trở lại đội một, vào ngày 18 tháng 10 năm 2016, bắt đầu lần đầu tiên sau án treo giò, trong chiến thắng 3-0 trước Shrewsbury Town, tiếp theo bằng cách ghi bàn trong trận tiếp theo, trong trận hòa 3-3 với Thành phố Bradford. Hai tuần sau, vào ngày 6 tháng 11 năm 2016, Basham đã ghi bàn và thiết lập một trong những bàn thắng, trong chiến thắng 6-0 trước Leyton Orient ở vòng đầu tiên của FA Cup. Do màn trình diễn ấn tượng của anh ấy tại câu lạc bộ, Manager Wilder gợi ý rằng Basham có thể kiếm được một hợp đồng mới, với một năm để hợp đồng của anh ấy còn lại. Khi mùa giải 2016-17 diễn ra, Basham bắt đầu chơi ở hàng phòng ngự, với tư cách là một trung vệ, hợp tác với cả Jack O'Connell, Ethan Ebanks-Landell và Jake Wright. Cũng trong khoảng thời gian đó, Basham chơi ở vị trí tiền vệ, với Paul Coutts. Sau đó, trong chiến thắng 3-0 trước Port Vale vào ngày 14 tháng 4 năm 2017, Basham đã tạo ra màn hình ấn tượng khi anh ấy thiết lập hai bàn thắng. Vào cuối mùa giải 2016-17, trong đó chứng kiến Sheffield United thăng hạng lên Championship sau sáu mùa ở League One, Basham tiếp tục có 48 lần ra sân và ghi hai bàn trong tất cả các cuộc thi.
Vào tháng 7 năm 2017, Basham đã ký một hợp đồng hai năm mới với Blades đã đóng một vai trò quan trọng trong việc thăng hạng danh hiệu của United từ League One. Vào ngày 28 tháng 4 năm 2019, Basham đã thấy lần thăng hạng thứ hai trong ba mùa giải với United khi Lưỡi dao được thăng hạng lên Premier League.

## Danh hiệu
Sheffield United
- EFL League One: 2016–17[56]
- Á quân EFL Championship: 2018–19[57]

Cá nhân
- Giải thưởng Cầu thủ xuất sắc nhất năm của Sheffield United: 2019–20[58]